# اوفريدن (اوفريدن لمريجة)
اوفريدن هو دُوَّار يقع بجماعة لمريجة، إقليم جرسيف، جهة الشرق في المملكة المغربية. ينتمي الدوّار لمشيخة اوفريدن لمريجة التي تضم دوارين. يقدر عدد سكانه بـ 1003 نسمة حسب الإحصاء الرسمي للسكان والسكنى لسنة 2004.

## روابط خارجية
- البوابة الوطنية للجماعات الترابية
- المندوبية السامية للتخطيط